# Ockelbo kommunvapen

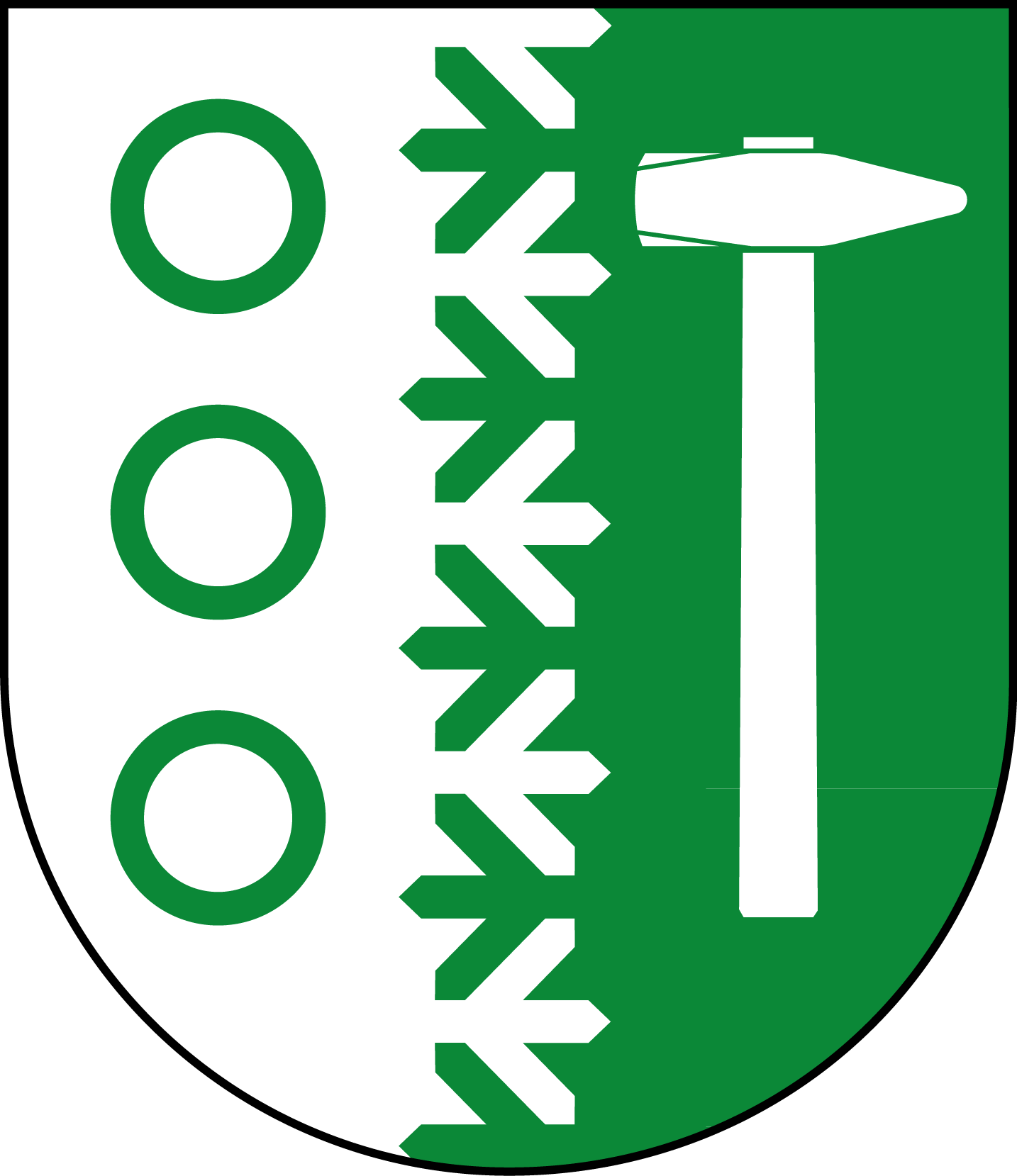
Ockelbo kommunvapen - Riksarkivet Sverige

Ockelbo kommunvapen är det heraldiska vapen som används av Ockelbo kommun i Gävleborgs län sedan 1985.
Heraldikern Per Andersson lämnade ett förslag med en grankvistskura för skog och skogsbruk och tre blå kulor för Gästriklands landskapsvapen samt för kommunens dåvarande tre församlingar (Ockelbo, Lingbo och Åmot). Kommunen bytte de blåa kulorna mot gröna ringar och lade till en hammare för ortens järnhantering.
När kommunkontoret sommaren 2009 utarbetade en ny grafisk profil föreslogs att granskvistskuran skulle bytas mot en grantoppskura, och att hammaren skulle få en ny utformning. Kommunfullmäktige biföll förslaget i december samma år. En ansökan om att ändra blasoneringen skickades till statsheraldikern som avslog den med hänvisning till att Ockelbos grankvistskura var unik i sitt slag och borde bevaras. Statsheraldikern konstaterade dock att det stod kommunen fritt att ändra utformningen inom ramen för den befintliga blasoneringen, varpå kommunstyrelsen tog beslut om en förfinad utformning.
Vapnet var inspirationskälla för det personliga vapen som den tidigare kommuninvånaren Daniel Westling antog inför sitt giftermål med kronprinsessan Victoria.

## Blasonering
Följande blasonering registrerades hos Patent- och registreringsverket den 13 mars 1985: Sköld genom granskura kluven i silver, vari tre stolpvis ställda gröna ringar, och grönt, vari en stolpvis ställd smideshammare i silver.
"Granskuran", som egentligen betyder grantoppskura, avbildas som en grankvistskura. 

## Bilder

Vapnet avbildat med grantoppskura.
Prins Daniels vapen (personligt vapen i hjärtskölden).